# Cardiosace triphaenoides
Cardiosace triphaenoides är en fjärilsart som beskrevs av Hans Daniel Johan Wallengren 1864. Cardiosace triphaenoides ingår i släktet Cardiosace och familjen nattflyn. Inga underarter finns listade i Catalogue of Life.